# 미겔 앙헬 모야
미겔 앙헬 모야 룸보(스페인어: Miguel Ángel Moyà Rumbo, 1984년 4월 2일 ~ )는 스페인의 전 축구 선수이다.